# 성전환
성전환(性轉換, Sex Change, 문화어: 성달라지기)은 환경 혹은 인공학적 영향에 따라, 생물이 태어날 때와 다른 성별로 바뀌는 것을 말한다. 인간의 경우에는 5알파환원효소결핍증을 비롯한 몇몇 남녀중간몸을 가진 사람은 태어날때는 호르몬의 영향에 따라 염색체와 다른 성별로 태어나다가, 사춘기에 자기의 염색체에 따른 성별에 따른 성징이 나타난다.

## 성전환을 하는 생물

### 척추 동물
육상에서 서식하는 척추 동물 중에서는 성전환이 보고된 바가 거의 없다. 어류의 경우는 산호초에 사는 것을 중심으로 많은 종들이 성전환을 하는 것으로 알려져 있지만, 연골 어류에서는 보고된 바가 없고 성전환을 하는 것으로 알려져 있는 종은 모두 경골 어류이다. 이는 연골 어류가 모두 체내 수정을 하며 암수 생식기의 구조가 크게 다르기 때문에 성전환을 할 경우 드는 에너지가 많기 때문으로 추측되고 있다.

### 절지 동물
절지 동물 중 갑각류, 특히 새우 종류가 성전환을 하는 경우가 많다. 북쪽분홍새우나 도화새우과가 성전환을 하는 대표적인 종이다. 그러나 도화새우과 중 일부 개체는 평생을 암컷으로 보내기도 한다.

### 식물
식물 중에서 성전환을 하는 것으로 알려져 있는 것은 천남성과의 천남성이다. 천남성은 비축된 영양소가 적을 경우 수꽃을 피우고, 비축된 영양소가 많아 과실을 피울 수 있을 정도가 되면 성을 전환하여 암꽃을 피운다. 그리고 암컷으로 번식에 영양소를 소비한 뒤 다시 수꽃을 피운다. 양방향의 성전환을 하는 것이다.

## 판례
여성으로 성전환을 한 사람에 대하여도 강간죄가 성립할 수 있다.

## 같이 보기
- 성전환증 (Transsexualism)
- 기생에 의한 생식 능력 상실(parasitic castration)

1. ↑  대판 2009.9.10, 2009도3580